# La cuisine est un jeu d'enfants
 (avril 2021).
Si vous disposez d'ouvrages ou d'articles de référence ou si vous connaissez des sites web de qualité traitant du thème abordé ici, merci de compléter l'article en donnant les références utiles à sa vérifiabilité et en les liant à la section « Notes et références ».
La cuisine est un jeu d'enfants est une série télévisée d'animation française en 39 épisodes de 10 minutes, d'après l'oeuvre de Michel Oliver éditée chez Plon, produite par Alphanim, CCA, The Farm, TiJi et France 5 et réalisée par Jean-Christophe Roger. La série est diffusée sur TiJi en 2010, sur France 5 dans Zouzous depuis le 27 juin 2011 et rediffusée sur France 4 également dans Zouzous.

## Synopsis
Tirée de la collection de best-sellers de Michel Oliver, cette série met les recettes préférées du monde entier à la portée de tous. Bob et Prune, les apprentis cuisiniers, et Michel, le sympathique chef, présentent une recette nouvelle dans chaque épisode, à réaliser en toute sécurité. Les œufs cocotte au jambon, le crumble aux pommes, le flan du soleil... Nos amis livrent leurs astuces pour devenir un bon cuisinier.

## Distribution
- Arnaud Léonard : Michel
- Ava Dobrynine : Prune
- Louis Langendries : Bob

- Version originale
  - Studio d'enregistrement : Made in Europe 
  - Direction artistique : Marie-Line Landerwijn
  - Adaptation : Anne Goldstein

## Liste des épisodes
1. La Mayonnaise
2. Œufs cocotte au jambon
3. Salade de lentilles
4. Avocats au crabe
5. Purée de pommes de terre
6. Ratatouille
7. Soufflé au fromage
8. Salade de riz
9. Gougères géantes
10. Cake aux olives et au jambon
11. Macaronis au gratin
12. Pâtes fraîches aux œufs
13. Poulet en croûte de sel
14. Crème caramel
15. Le Riz au lait caramélisé
16. Œufs à la neige
17. Crumble aux pommes
18. Tôt-fait
19. Petits pois à la française
20. Gâteau aux carottes
21. Flan du soleil
22. Les Crêpes
23. Gnocchis
24. Mousse au chocolat
25. Tuiles aux amandes
26. Truffes au chocolat
27. Tarte au sucre
28. Pain perdu[2]
29. Soupe à l'oignon
30. Spaghetti alla carbonara
31. Croque-monsieur
32. Tomates accordéon
33. Galettes de pommes de terre
34. Salade nordique
35. Hamburger de poisson
36. Rôti de veau surprise
37. Filets de merlan rôtis
38. Saucisson chaud en brioche
39. Gâteau marbré